# Deepak Limbu
Deepak Limbu (Nepalí: दीपक लिम्बु; nacido el 4 de mayo de 1983 en Prakashpur) es un cantante de playback nepalí, ganador del Premio "Nepal Tara".

## Premios
- Chinnalata Puraskar - 2007 (Nepali year 2063)
- Best Vocal 2008 (Nepali year 2064) Film Award

## Discografía
- Sugandha
- Meri Priye
- Nepali Tara
- Timro Saath